# Travis Roy
Travis Matthew Roy (Augusta, 17 de abril de 1975 - Burlington, 29 de octubre de 2020) fue un jugador universitario de hockey sobre hielo, autor y filántropo estadounidense.

## Biografía

### Formación deportiva
Roy asistió a la Yarmouth High School como estudiante de primer año y luego se transfirió a la cercana North Yarmouth Academy (NYA) para obtener una beca deportiva. Roy se transfirió nuevamente y se graduó de la Academia Tabor y recibió una beca de hockey sobre hielo para la Universidad de Boston.

### Lesión
El 20 de octubre de 1995, apenas once segundos después de su primer turno para el equipo masculino de hockey sobre hielo de la Universidad de Boston, Roy, de 20 años, se deslizó de cabeza contra las tablas después de que el jugador de la Universidad de Dakota del Norte, Mitch Vig, evitara el choque de Roy. El fuerte impacto con las tablas hizo que Roy se rompiera la cuarta y quinta vértebra y quedase tetrapléjico.
Posteriormente, Roy recuperó el movimiento en su brazo derecho.

## Fundación Travis Roy
En 1997, Roy inició una fundación llamada "The Travis Roy Foundation" para ayudar a los sobrevivientes de lesiones de la médula espinal y para financiar la investigación de una cura. Inspirada en la propia historia de Travis, la sangre de la Fundación Travis Roy ha sido la generosidad de individuos, corporaciones y fundaciones en toda América del Norte. Esta generosidad ha tenido un impacto inmediato en la vida de muchas personas.
Desde 1997, la Fundación Travis Roy ha distribuido más de $9 millones en subvenciones individuales y para proyectos de investigación e instituciones de rehabilitación. Los fondos de la subvención individual se han utilizado para modificar vehículos y comprar sillas de ruedas, ordenadores, rampas, sillas de ducha y otros equipos adaptados para ayudar a los parapléjicos y tetrapléjicos.
Según la Fundación Travis Roy, la fundación está en una posición única para tocar las vidas de las personas con su enfoque en proporcionar equipos adaptados y patrocinar investigaciones. Solo en los Estados Unidos, hay aproximadamente 250,000 personas que viven actualmente con una lesión de la médula espinal y 13,000 nuevas lesiones cada año.
En octubre de 2015, el decano de Sargent College, Christopher Dean anunció en una recaudación de fondos para la fundación, que un grupo de donantes anónimos dio una donación de $2.5 millones para establecer la Cátedra Travis M. Roy en Ciencias de la Rehabilitación en Sargent y proporcionar a la fundación una oficina, espacio en el campus y unos fondos anuales de $50,000 para la dotación de personal durante los próximos 10 años.

## Honores y logros

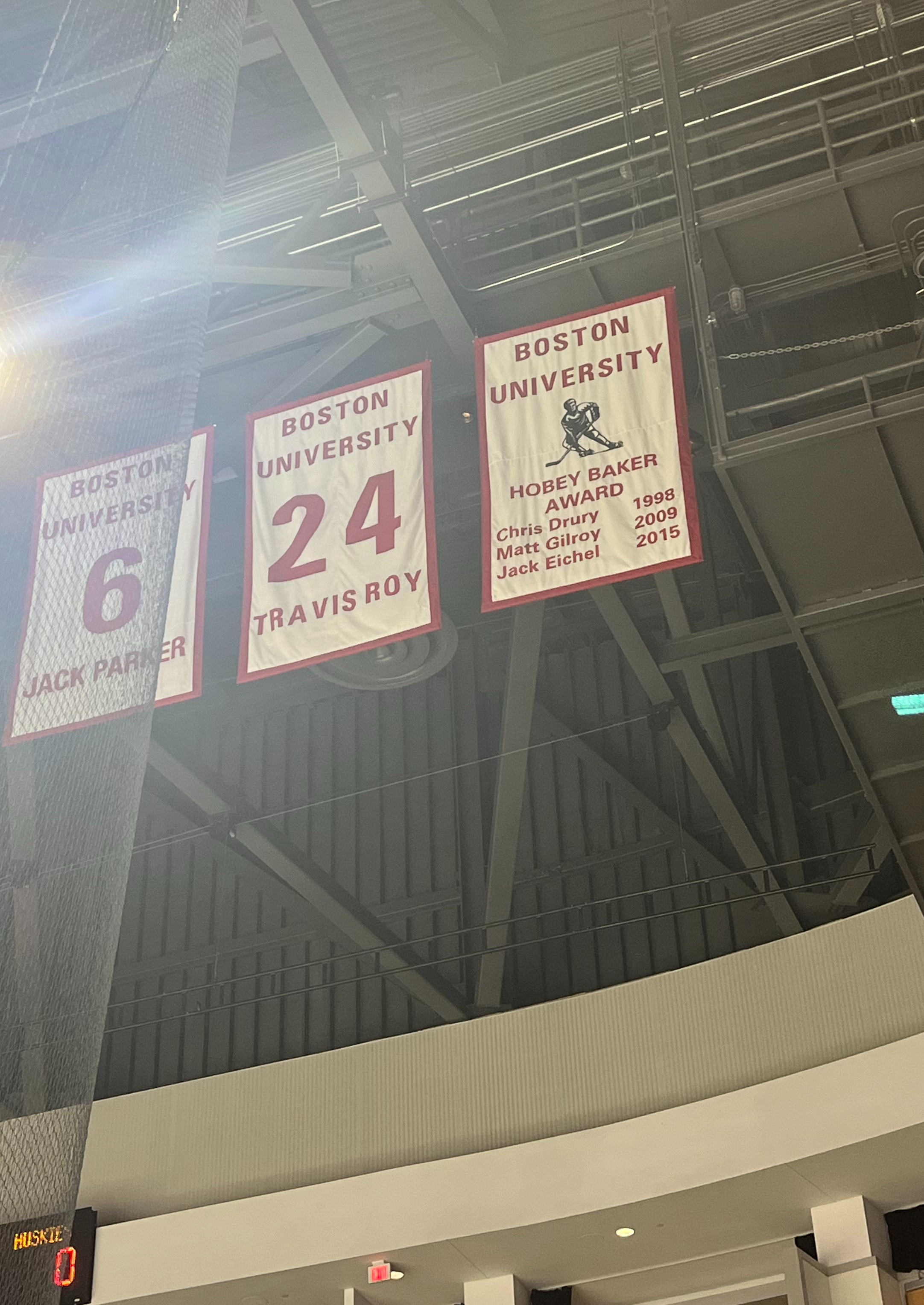
Camiseta de Travis Roy en Agganis Arena, universidad de Boston.

En 1998, la pista de hielo de la North Yarmouth Academy fue nombrada "Travis Roy Arena" en su honor. Su número de camiseta, 00, también fue retirado por NYA y cuelga en las vigas junto al número 7 de Eric Weinrich, los únicos números retirados por la NYA.
En octubre de 1999, el No. 24 de Roy fue retirado y elevado a las vigas del Walter Brown Arena de la Universidad de Boston, ahora presente en el Agganis Arena de la Universidad de Boston. Roy fue el único jugador de hockey de la Universidad de Boston que fue honrado con la retirada de su número hasta que su exentrenador, Jack Parker, recibió el honor en 2014.

## Vida personal y muerte
Travis era hijo de Lee Roy y Brenda Roy.
Roy y el escritor de Sports Illustrated EM Swift escribieron su autobiografía (como se le dijo), Eleven Seconds, en 1998.
Roy falleció el 29 de octubre de 2020 a la edad de 45 años, por complicaciones de una reciente cirugía.